# Olympische Sommerspiele 1984/Teilnehmer (Sierra Leone)
| Gelbes Symbol für Goldmedaillen mit stilisierten Olympischen Ringen | Graues Symbol für Silbermedaillen mit stilisierten Olympischen Ringen | Braundes Symbol für Bronzemedaillen mit stilisierten Olympischen Ringen |
| ------------------------------------------------------------------- | --------------------------------------------------------------------- | ----------------------------------------------------------------------- |
| —                                                                   | —                                                                     | —                                                                       |

Sierra Leone nahm an den Olympischen Sommerspielen 1984 in Los Angeles, USA, mit einer Delegation von sieben Sportlern (sechs Männer und eine Frau) teil.

## Teilnehmer nach Sportarten

### Boxen
- Israel Cole
Halbmittelgewicht: 5. Platz

- Egerton Forster
Schwergewicht: 9. Platz

### Leichtathletik
- Ivan Benjamin
100 Meter: Vorläufe
200 Meter: Vorläufe
4 × 100 Meter: Vorläufe

- David Sawyerr
200 Meter: Vorläufe
4 × 100 Meter: Vorläufe

- Abdul Mansaray
4 × 100 Meter: Vorläufe

- Felix Sandy
4 × 100 Meter: Vorläufe

- Eugenia Osho-Williams
Frauen, 100 Meter: Vorläufe